# Bugre
Bugre é uma denominação pejorativa dada a indígenas por serem considerados não cristãos pelos europeus. A origem da palavra, no português brasileiro, vem do francês bougre que, de acordo com o Dicionário Houaiss, possui o primeiro registro no ano de 1172, significando "herético". O termo em francês, por sua vez, vem do latim medieval (século VI) bulgàrus. Como membros da Igreja Ortodoxa Grega, os búlgaros foram considerados heréticos pelos católicos. Desta forma, o vocábulo passou também a ser aplicado para denotar sujeitos indígenas, com forte valor pejorativo, no sentido de "inculto", "selvático", "estrangeiro", "pagão" e "não cristão".
Em alguns contextos, o termo denomina grupos indígenas específicos, como os caingangues.  Além de ser utilizado como categoria para definir coletividades e sujeitos de ascendência indígena, o termo bugre pode ser utilizado de forma simbólica, definindo sujeitos, práticas culturais e artísticas ligados às tradições e cosmologias nativas.
Pode, ainda, se referir às típicas esculturas em madeira do Mato Grosso do Sul da artesã indígena Conceição dos Bugres.